# Walker, Texas Ranger : La Machination
Walker Texas Ranger : La Machination ou Walker Texas Ranger : La Protection rapprochée ou Trial By Fire en version originale est un téléfilm, réalisé par Aaron Norris en 2005, il conclut la série Walker, Texas Ranger.

## Synopsis
Le capitaine Cordell Walker des Rangers du Texas, ainsi que les Rangers Francis Gage et Rhett Harper sont impliqués dans une fusillade dans une banque, où un groupe de voleurs prend les caissiers en otage. Ranger Harper tue deux des voleurs tandis que le chef parvient à s'échapper. Un système de missiles guidés se retrouve accidentellement entre les mains d'un garçon, qui ne sait pas que trois Nord-Coréens, très habiles au combat, le recherchent. Les criminels vont à la maison du garçon, où ils assassinent son père. Le garçon parvient à s'échapper, mais les criminels continuent de le traquer. Jimmy Trivette doit partir en vacances en famille, tandis que Gage suit le cas du garçon, aidé par la nouvelle Ranger Kay Austin. Comme si cela ne suffisait pas, une fille qui a quitté un bar avec Ranger Harper est assassinée et toutes les preuves mènent à lui.
Alex suit le cas du ranger et obtient le soutien de son collègue ADA Garrett Evans, tandis que Gage et Kay Austin suivent le cas du garçon disparu. Le garçon se réfugie chez son ami, mais les criminels le retrouvent et tentent de reprendre le système. Finalement, le garçon se rend compte que les criminels veulent le système de guidage de missiles et vise le sommet de son père pour obtenir de l'aide. Pendant ce temps, un mec que le Ranger Harper avait arrêté des années plus tôt pour viol mais qui s'était déchaîné sur un détail technique est retrouvé mort, et les preuves le ramènent à nouveau. Cela oblige le bureau du procureur à porter des accusations de meurtre contre lui pour les deux affaires et à le faire renvoyer sans caution, mais juste au moment où Ranger Austin peut prouver son innocence, un type l'attaque et vole les preuves. Pendant ce temps, Walker tue l'un des criminels coréens, et Gage et Austin trouvent un gars qui quelques jours plus tôt avait attaqué Harper avec un coup de poing, et prélèvent son échantillon de sang, qui correspond à celui trouvé sur la deuxième scène de meurtre, mais a un antibiotique qui a été donné à Harper le même jour que l'attaque, ce qui signifie que le sang a été planté. Ils confrontent le mec qui a attaqué Harper, mais il refuse de parler, et ils le trompent pour qu'il le conduise au type qui a attaqué Austin et a volé les preuves à décharge, et les arrêtent tous les deux. Les criminels coréens restants rattrapent finalement le garçon après qu'il a été attiré par le patron corrompu de son père, qui est allié avec eux. Les criminels trahissent et assassinent le patron, mais juste avant de pouvoir tuer le garçon, les arrivants Walker, Gage et Austin combattent et tuent les criminels.
Lors du procès contre Ranger Harper, Walker révèle que le témoignage des gars qu'ils ont arrêtés a révélé que le véritable coupable est ADA Garrett Evans. Exposé, Garret arrache l'arme d'un huissier et prend en otage l'avocat de la défense, puis tente avec colère de tirer sur Harper, mais Walker parvient à le désarmer en lui tirant dessus et Harper l'assomme d'un coup de poing. Lors de son arrestation, les motivations de Garrett pour avoir piégé Harper sont révélées: sa sœur Charlene, avec qui Harper est allée à l'université, a développé un béguin obsessionnel pour lui, mais il n'a pas rendu la pareille à ses avances. Elle a eu recours en le harcelant, mais il a continué à refuser jusqu'à ce qu'elle se suicide. Garrett a blâmé Harper pour la mort de sa sœur et a décidé de se venger; il a engagé le premier venu et la femme pour obtenir la médecine légale de Harper, tuant ce dernier dans le processus, puis a assassiné le violeur (dont il avait également perdu le cas), et a engagé le deuxième mec pour voler les preuves à décharge, le tout pour détruire la vie de Harper et l'envoyer en prison. La vérité étant révélée, Harper est disculpé et tout le monde part parler à la presse. Walker part pour rentrer chez lui, mais le chef des braqueurs de banque revient, tirant avec une arme à feu. Les Rangers Harper, Gage et Austin l'abattent. Alex baisse les yeux pour voir une seule balle dans son sein gauche et tombe au sol. La caméra "décolle" vers le haut, montrant une "vue à vol d'oiseau" du corps inconscient de Cahill gisant sur le sol du palais de justice.

## Fiche technique
- Durée : 90 minutes
- Dates de sortie : 
  -  États-Unis :16 octobre 2005
  -  France : 11 octobre 2008 sur TF1

## Distribution
- Chuck Norris: (V. F. : Bernard Tiphaine) Cordell Walker
- Clarence Gilyard: (V. F. : Nicolas Marié) James Trivette
- Judson Mills: (V. F. : Jean-Louis Faure) Francis Gage
- Sheree J. Wilson : (V. F. : Malvina Germain) Alex Walker
- Glenn Morshower: Reed Larkin